# Liam Walker
Liam Walker (13 de abril de 1988) é um futebolista gilbratino que atua no Lincoln Red e na seleção de Gilbratar, sedo o recordista de jogos e gols.

## Carreira

### Níveis inferiores do futebol espanhol
Walker começou sua carreira em Algeciras CF, fazendo sua estreia em 22 de outubro de 2006, contra a Ayamonte. Ele recebeu sua primeira iniciar em 22 de Maio de 2007, contra CD Mairena. Ele já tinha ensaios com o Manchester United, Everton e Aston Villa como um adolescente.
No verão 2008, Walker se juntou ao Atlético Zabal (Real Balompédica Linense's farm equipe), mas só apareceu em oito jogos (575 minutos no total), e marcou seis vezes. Durante a temporada 2009-10, ele foi promovido para o Linense foi a primeira equipe, mas somente em quatro jogos, todos da bancada, 89 minutos geral.
Em janeiro de 2010, ele assinou com a UD Los Barrios, e fez a sua estreia no dia 31, contra o Porto Real CF. Ele marcou seu primeiro gol no dia 27 de abril, contra o Sevilla FC C. Em Maio de 2010, o Caminhante voltou para o Linense, ficando mais tempo de jogo do que o seu último feitiço, aparecendo em 13 jogos (849 minutos geral) e da pontuação de uma vez (contra UD Los Palacios , em 26 de setembro).
Em janeiro do ano seguinte, ele assinou um contrato com CD são Roque, em espanhol, da quinta divisão. Em sua primeira temporada, ele só apareceu seis vezes e marcou uma vez, com a sua equipa de ser promovido a quarta divisão. Em sua segunda temporada, ele foi o clube, o artilheiro e melhor jogador da temporada, marcando dez gols em 30 jogos (tudo começa).

### Portsmouth

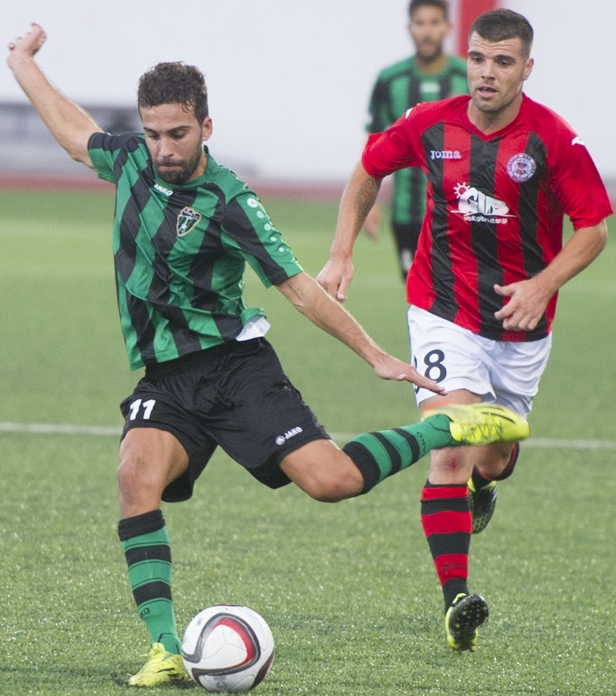
Walker (à direita) com o Lincoln Red Imps em 2015

Em julho de 2012, Walker foi chamado pelo Portsmouth gerenciador de Michael Appleton para treinar com o clube, depois de um desempenho impressionante para Gibraltar. Ele fazia parte do elenco do clube na pré-temporada de jogos, contra o Bolton Wanderers, em 4 de agosto. Em seu próximo jogo, no dia 8 de agosto, ele marcou o gol final, contra o AFC Wimbledon.
Em 16 de agosto, Walker assinado um mês de contrato com Pompeu. no Entanto, devido à sua internacionais de desminagem não sendo feita pela RFEF no tempo, ele não conseguiu jogar no dia de abertura da segunda temporada contra Bournemouth. Ele só fez a sua estreia em 21 de agosto de 2012, em uma partida fora de casa contra o Colchester United, chegando em Kieran Djilali que começou no banco de reservas. Walker jogado sobre o asa, na sua estreia, enquanto o Portsmouth capitão Brian Howard e Lee Williamson jogado no centro. Portsmouth empatou com o Colchester 2-2, com metas para Pompeu através de Luke Rodgers e Jordânia Obita. Walker chegou a acertar a trave no início do segundo semestre e também ajudou Rodgers no primeiro gol da partida. Ele então começou a nos seguintes dois jogos (contra o Carlisle United e Oldham Athletic), antes de ser descartado para o banco. Walker recebeu apenas um iniciado três meses mais tarde, contra o Yeovil Town, em 29 de dezembro.
Walker marcou o seu primeiro golo marcado para o Portsmouth contra o Scunthorpe United , em 2 de fevereiro de 2013. Ele marcou o seu segundo no dia 16, contra o Carlisle United, da marca de grande penalidade. Walker terminou a temporada com três assistências, atrás apenas do Jed Wallace (5) e Howard (6).
No final da temporada, Walker foi desafiado a ganhar um novo acordo pelo gestor Cara Whittingham. no Entanto, em 9 de julho, Walker anunciou que iria participar de um grego do clube.

### Ensaios e volta para San Roque
Foi relatado que Walker transformou-se em uma base de treinamento do Dundee United , na Espanha, sem aviso prévio e pedido de um possível julgamento. Este, no entanto, foi recusada pelo Dundee United gestão. Ele também era ligado a uma mudança para o Aris de Salónica, mas o negócio não se concretizou.
No final de julho, o Caminhante voltou para San Roque, apenas um treino com o clube, enquanto espera por um "convincente oferta" a partir de qualquer clube. No dia 2 de agosto, ele assinou com o San Roque.
Walker marcou na sua San Roque re-estreia em 5 de outubro, mas em um 1-2 derrota em casa, contra o Recreativo B. Ele terminou sua segunda passagem com o clube, com oito jogos, marcando dois gols.

### Bnei Yehuda
Em 9 de janeiro de 2014, foi anunciado que Walker tinha sido liberado de seu contrato com o CD são Roque depois de sua compra cláusula haviam sido atendidas. Em 21 de janeiro de 2013 Walker entrou Israelenses Premier League lado do Bnei Yehuda Tel-Aviv F. C. em um dois-e-um ano e meio de contrato, depois de ter sido recomendado por Yossi Benayoun e se reunir com o ex-companheiro de equipa de Tiago Keene.

### Lincoln Red Imps
Em 16 de setembro de 2014, Lincoln Red Imps anunciou que Walker voltou a Gibraltar para jogar para eles. Em sua primeira temporada, Walker marcou 13 gols em 10 jogos para o campeonato, colocando-o em terceiro no campeonato na pontuação. Em agosto de 2016, foi Lincoln Red Imps anunciou que os pedestres recentemente, expirou o contrato não seria prorrogado. No total Walker apareceu em 43 partidas pelo clube, marcando 24 gols.

### Europa FC
Em 18 de agosto de 2016, foi anunciado que o Walker tinha assinado para a Europa FC, um regular da Liga Europa participante e companheiros de Gibraltar Premier Divisão do clube. Walker estreou-se para a Europa em 18 de setembro de 2016, em 2016 Pepe Reyes Copa contra o seu ex-clube Lincoln. Europa, ganhou a partida por 2-0, com Enrique "Kike" Gomez marcar gols. Walker computados uma ajuda e jogou os 90 minutos da partida. Durante a Europa da primeira partida da temporada 2016/17, Walker marcou seu primeiro gol pelo seu novo clube, na estreia na liga, o único gol na vitória por 1-0 sobre Leões de Gibraltar.

## Carreira internacional

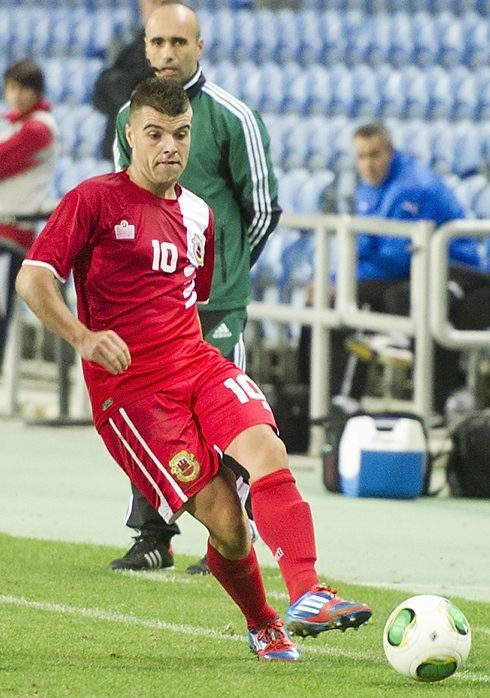
Walker jogando com Gibraltar em 2013.

Walker jogado em 2011 Ilha de Jogos, começando em todos os Gibraltar's jogos e marcando um hat-trick contra Ynys Môn em 27 de junho. Walker manteve-se como o único jogador profissional na equipe nacional.
Depois de Gibraltar foi aceite como membro da UEFA, Walker foi selecionada como parte da lista de 23 convocados para Gibraltar oficial de estreia, contra a Eslováquia , em 19 de novembro de 2013. Ele ganhou um ponto de partida local em um empate em 0 a 0, jogando em Faro, Portugal. Ele desde então tem sido uma constante na inicial XI durante a lado inaugural do UEFA Euro 2016 campanha de qualificação, nomeadamente, ganhando aplausos para um audacioso de longo alcance esforço contra os campeões do mundo da Alemanha , que trouxe uma impressionante salvar de Manuel Neuer. Walker marcou o seu primeiro golo, e Gibraltar ao primeiro gol em um competitivo da FIFA de fixação, com um canhoto explosão de empate contra a Grécia, em Gibraltar, a qualificação para o Mundial de estreia, empatando a partida 1-1, antes de finalmente cair 1-4. Walker foi nomeado o Jogador da FIFA no Dia seguinte ao da partida.

### Gols internacionais
| Não. | Data                  | Local                                    | Pac | Adversário | Pontuação | Resultado | Competição                         |
| ---- | --------------------- | ---------------------------------------- | --- | ---------- | --------- | --------- | ---------------------------------- |
| 1    | 6 de setembro de 2016 | Estádio Algarve, Em Faro/Loulé, Portugal | 19  | Grécia     | 1-1       | 1-4       | 2018 Copa do Mundo de qualificação |

## Carreira estatísticas

### Clube
| Club             | Season       | League                 | League | League | National Cup | National Cup | League Cup | League Cup | Continental | Continental | Other | Other | Total | Total |
| Club             | Season       | Division               | Apps   | Goals  | Apps         | Goals        | Apps       | Goals      | Apps        | Goals       | Apps  | Goals | Apps  | Goals |
| ---------------- | ------------ | ---------------------- | ------ | ------ | ------------ | ------------ | ---------- | ---------- | ----------- | ----------- | ----- | ----- | ----- | ----- |
| Algeciras        | 2006–07      | Tercera División       | 2      | 0      | —            | —            | —          | —          | —           | —           | —     | —     | 2     | 0     |
| Algeciras        | 2007–08      | Segunda División B     | 0      | 0      | 1            | 0            | —          | —          | —           | —           | —     | —     | 1     | 0     |
| Algeciras        | Total        | Total                  | 2      | 0      | 1            | 0            | —          | —          | —           | —           | —     | —     | 3     | 0     |
| Atlético Zabal   | 2008–09      | Regional Preferente    | 8      | 6      | —            | —            | —          | —          | —           | —           | —     | —     | 8     | 6     |
| Linense          | 2009–10      | Tercera División       | 4      | 0      | —            | —            | —          | —          | —           | —           | —     | —     | 4     | 0     |
| Los Barrios      | 2009–10      | Tercera División       | 13     | 2      | —            | —            | —          | —          | —           | —           | —     | —     | 13    | 2     |
| Linense          | 2010–11      | Tercera División       | 13     | 1      | —            | —            | —          | —          | —           | —           | —     | —     | 13    | 1     |
| San Roque        | 2010–11      | Primera Andaluza       | 6      | 1      | —            | —            | —          | —          | —           | —           | —     | —     | 6     | 1     |
| San Roque        | 2011–12      | Tercera División       | 28     | 8      | —            | —            | —          | —          | —           | —           | —     | —     | 28    | 8     |
| San Roque        | Total        | Total                  | 34     | 9      | —            | —            | —          | —          | —           | —           | —     | —     | 34    | 9     |
| Portsmouth       | 2012–13      | League One             | 26     | 2      | 1            | 0            | 0          | 0          | —           | —           | 1     | 0     | 28    | 2     |
| San Roque        | 2013–14      | Tercera División       | 9      | 2      | —            | —            | —          | —          | —           | —           | —     | —     | 9     | 2     |
| Bnei Yehuda      | 2013–14      | Israeli Premier League | 13     | 1      | 1            | 0            | —          | —          | —           | —           | —     | —     | 14    | 1     |
| Lincoln Red Imps | 2014–15      | Premier Division       | 10     | 13     | 2            | 3            | —          | —          | —           | —           | —     | —     | 12    | 16    |
| Lincoln Red Imps | 2015–16      | Premier Division       | 4      | 3      | 0            | 0            | —          | —          | 4           | 0           | —     | —     | 8     | 3     |
| Lincoln Red Imps | Total        | Total                  | 14     | 16     | 2            | 3            | —          | —          | 4           | 0           | —     | —     | 20    | 19    |
| Career total     | Career total | Career total           | 136    | 39     | 5            | 3            | —          | —          | 4           | 0           | 1     | 0     | 145   | 42    |

1. ↑  Aparência em Liga de Futebol Troféu
2. ↑  A aparência(s) na UEFA Champions League

### Internacional
| Equipe nacional | Temporada | Aplicativos | Objectivos |
| --------------- | --------- | ----------- | ---------- |
| Gibraltar       | 2013      | 1           | 0          |
| Gibraltar       | 2014      | 7           | 0          |
| Gibraltar       | 2015      | 7           | 0          |
| Gibraltar       | 2016      | 4           | 1          |
| Total           | Total     | 19          | 1          |